# La raccolta delle olive
La raccolta delle olive (The Olive Harvest) è un film del 2003 diretto da Hanna Elias.

## Trama
Dopo quindici anni trascorsi in una prigione per avere bruciato una costruzione israeliana, Mazen torna finalmente a casa, nel suo amato paese di campagna, dove viene accolto da tutti, specialmente dal fratello minore Taher. In poco tempo, Mazen si innamora della sua amica d'infanzia Raeda. La ragazza è già fidanzata con Taher, ma per regola sociale Taher non può sposarsi prima di Mazen, il figlio maschio primogenito. Mazen cerca quindi di conquistare Raeda allontanandosi da suo fratello. Con le sue poesie, l'amore per gli ulivi e l'attaccamento alla sua terra, Mazen condivide con Raeda la volontà di vivere in campagna. Al contrario, Taher, animato da sentimenti di resistenza, desidera trasferirsi in città e unirsi al Consiglio legislativo palestinese.

## Produzione
Opera prima della regista statunitense palestinese Hanna Elias, il film è una co-produzione palestinese, israeliana e statunitense. Il cast è costituito da attori palestinesi mentre i membri della troupe sono israeliani. Il film è stato finanziato da Kamran Elahian, un attivista iraniano statunitense fondatore di alcuni enti di beneficenza in Palestina.

## Riconoscimenti
Il film vinse il premio come miglior film arabo al Cairo International Film Festival nel 2003. Fu selezionato per concorrere ai Premi Oscar 2005 senza tuttavia ricevere la candidatura.